# Разес

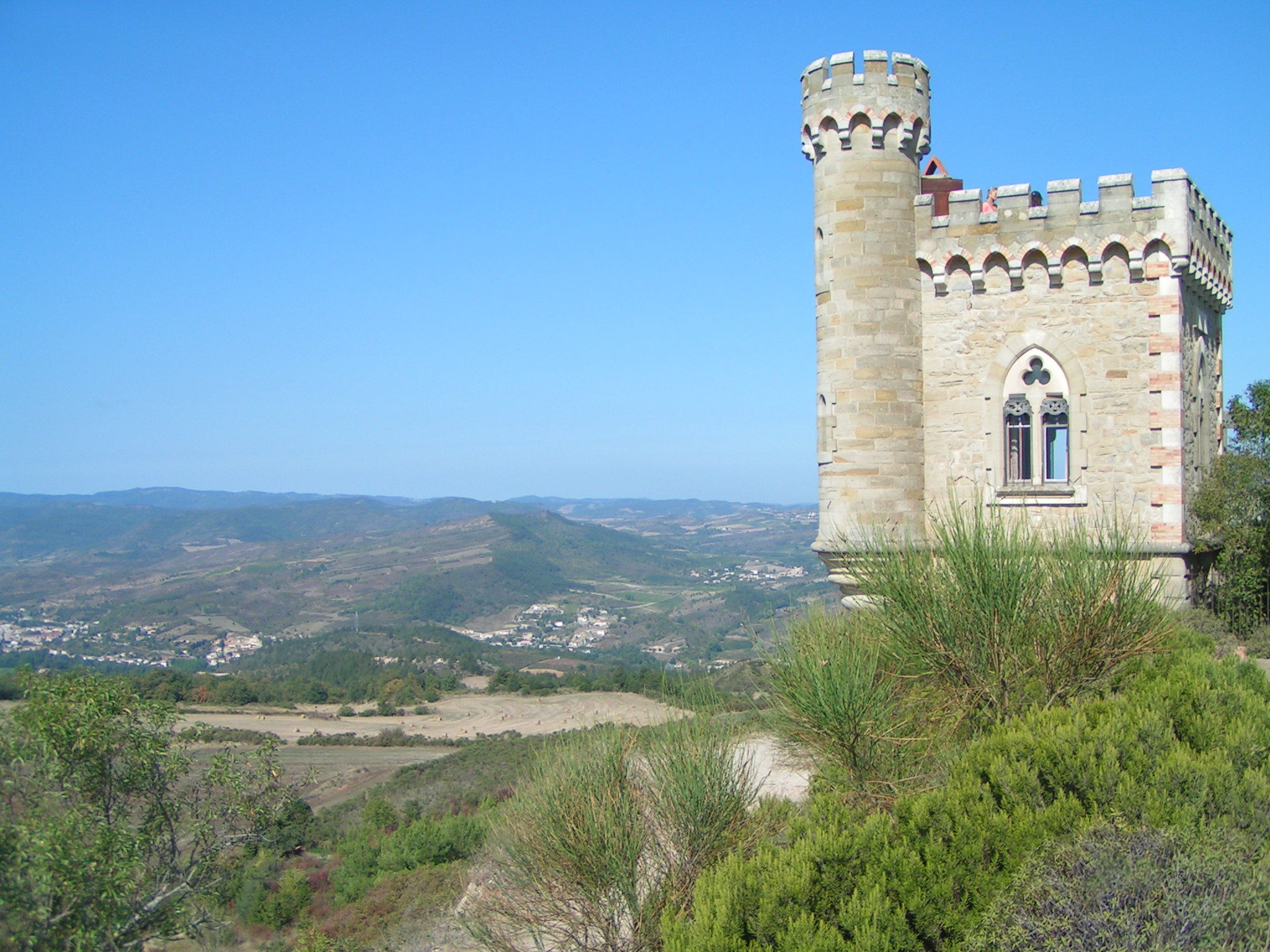
Замок графов Разеса в Рен-ле-Шато

Разес (фр. Razès, окс. Rasés) — историческая область на юге Франции в современном департаменте Од.

## История
Название области впервые упоминается в 779 году. В то время она находилось в подчинении архиепископа Нарбонны.
Первоначально Разес находилось в составе Тулузского графства. В 793 году тулузский граф Гильом Желонский потерпел поражение от мавров вблизи реки Орб (около Нарбонны). В результате защиты владений от набегов мавров Карл Великий назначил специального графа, местопребыванием которого был город Реда (находился на месте современной коммуны Рен-ле-Шато). Первым графом Разеса стал Бера, один из сыновей Гильома Желонского. Под управлением Беры находилось также несколько других владений.
В середине IX века Разес оказался под управлением графов Каркассона. В конце X века южная часть Родеза была захвачена графами Сердани и в конечном счёте оказалась в руках графов Барселоны. Оставшаяся часть в XI веке оказалась под управлением графов Каркассона.
После смерти в 1067 году и не оставившего детей графа Каркассона и Разеса Раймона Роже II на его наследство предъявили права графы Фуа. Однако Раймон Роже II перед смертью сделал своей главной наследницей сестру, Ирменгарду, которая была замужем за виконтом Альби и Нима Раймундом Бернаром Тренкавелем. Для того, чтобы защищаться от претензий графов Фуа, Ирменгарда не позднее 1071 года продала права на графства Каркассон и Разе Рамону Беренгеру I, графу Барселоны, сохранив за собой только Безье и Агд. Рамон Беренгер I, который к тому моменту был самым могущественным из владетелей Каталонии, присоединил не только долю Ирменгарды, но и долю графов Фуа. Попытки графа Роже II де Фуа отстоять свои права и захватить Каркассон силой успехом не увенчались.
После этого Разес находился под управлением виконтов из дома Транкавелей.
В XIII веке во время Альбигойского крестового похода Разес был захвачен вместе с Каркассоном Симоном де Монфором, графом Лестером. После потери им всех его французских владений, графство Разес перешло к французской короне, войдя в состав провинции Лангедок.

## Населённые пункты
Название Разес входит в название нескольких населённых пунктов в департаменте Од:
- Бельгард-дю-Разес
- Бельвез-дю-Разес
- Фенуйе-дю-Разес
- Фонте-дю-Разес
- Мазроль-дю-Разес
- Перфит-дю-Разес
- Сен-Куа-дю-Разес
- Вилларзель-дю-Разес